# Max Scharping
Max Scharping (Green Bay, 10 agosto 1996) è un giocatore di football americano statunitense che milita nel ruolo di offensive tackle per i Pittsburgh Steelers della National Football League (NFL).

## Carriera universitaria
Scharping al college giocò a football con i Northern Illinois Huskies dal 2015 al 2018. Con essi giocò come titolare in tutte le quattro stagioni, venendo invitato al Senior Bowl 2019.

## Carriera professionistica

### Houston Texans
Scharping fu scelto nel corso del secondo giro (55º assoluto) del Draft NFL 2019 dagli Houston Texans. Debuttò come professionista subentrando nella gara del primo turno contro i New Orleans Saints. La sua stagione da rookie si chiuse disputando tutte le 16 partite, di cui 14 come titolare.

### Cincinnati Bengals
Il 31 agosto 2022 Scharping firmò con i Cincinnati Bengals.

### Philadelphia Eagles
Il 3 giugno 2024 Scharping firmò con i Philadelphia Eagles. Fu svincolato il 26 agosto.

### Washington Commanders
Scharping firmò con la squadra di allenamento dei Washington Commanders il 28 agosto 2024.

### Pittsburgh Steelers
Il 1º ottobre 2024 Scharping firmò con i Pittsburgh Steelers.
Il 15 aprile 2025 Scharping firmò un nuovo contratto di un anno con gli Steelers.